# Emil Justitz
Emil Justitz (* 3. Mai 1878 in Wien; † 16. Dezember 1932 in Berlin) war ein österreichischer Schauspieler und Filmregisseur.

## Leben
Er besuchte die Handelsakademie in Wien und erhielt anschließend Gesangsunterricht am Konservatorium der Gesellschaft der Musikfreunde. Er begann im Jahr 1900 in Elberfeld als Opernsänger, danach spielte er in Königsberg (1901) und am Metropoltheater in Berlin (1902). 
Bereits 1909 wirkte er in einem Film mit, und 1911 verlegte er sich auf die Filmregie. 1917 kehrte er nach Wien zurück und drehte sowohl dort als auch in Budapest. Besonderes Aufsehen erlangte seine Beethoven-Biografie Der Märtyrer seines Herzens. 
Nach dem Ersten Weltkrieg war Justitz mehrmals auch Produzent seiner Filme. Mitte der 1920er Jahre geriet er in Vergessenheit, und erst 1931 fungierte er noch bei zwei Tonfilmproduktionen als Filmproduktionsleiter.
Seine Firma Emil Justitz Filmvertrieb war bis 1940 in den Berliner Telefonbüchern verzeichnet.

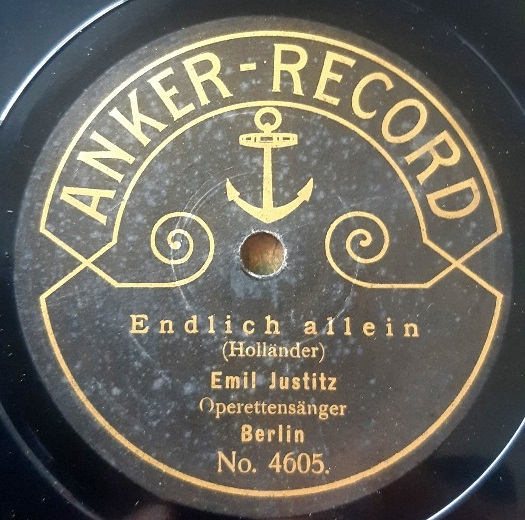
Schallplatte von Emil Justitz (Berlin 1905)

Emil Justitz machte Schallplatten für Anker (Berlin 1905), Janus, Jumbo (beide Berlin 1908) sowie Edison-Walzen (Berlin 1907); außerdem Filmbegleitplatten für Duske (Cinephon Starkton Record), die von Homokord aufgenommen wurden (Berlin 1908).

## Filmografie (als Regisseur)
- 1909: Carmen (nur Schauspieler)
- 1911: Wir sind ein glückliches Ehepaar
- 1912: Europäisches Sklavenleben (auch Drehbuchautor)
- 1915: Der indische Tod
- 1916: Die Richterin von Solvingsholm
- 1916: Der Letzte eines alten Geschlechtes
- 1917: Halálítélet
- 1917: Prof. Satanell
- 1918: Der Märtyrer seines Herzens (auch Drehbuchautor)
- 1918: Das Lied der Colombine
- 1919: A Müvészet diadalútja
- 1919: Az Összeesküvök
- 1919: Der Verrat der Gräfin Leonie
- 1919: Der falsche Schein
- 1920: Der Falschspieler (auch Produzent)
- 1920: Das rote Plakat (auch Produzent)
- 1921: Das rote Plakat, 2. Teil: Die eiserne Acht (auch Produzent)
- 1921: Taschendiebe
- 1922: Krawattenmacher - Der Wucherer von Berlin (auch Produzent und Drehbuchautor)
- 1923: Dämon Zirkus (auch Produzent)
- 1924: Der gestohlene Professor
- 1925: Die Frau ohne Gewissen (nur Co-Produzent)
- 1931: Wenn die Soldaten (nur Produktionsleiter)
- 1931: Arm wie eine Kirchenmaus (nur Produktionsleiter)